# Amble by the Sea
Amble, nota come Amble by the Sea (Amble nei pressi del mare) fino al 1985, è un piccolo centro urbano della regione di Northumberland, nel nord dell'Inghilterra. È un centro portuale sulla costa del Mar del Nord. Situata sulla foce del fiume Coquet, e nelle vicinanze di Coquet Island chiaramente visibile dalla darsena e dalla spiaggia.
Molti degli edifici e strade della città sono nominate dopo il fiume Coquet e l'isola Coquet, inclusa la scuola superiore di Coquet, che si trovano nella zona periferica del centro.